# Аль-Муїзз
Абу Тамім Маад аль-Муїзз Лі-Дініллах (*26 вересня 932 —19 грудня 975) — фатімідський халіф у 953—975 роках.

## Життєпис
Походив з династії Фатімідів. Син халіфа Аль-Мансур Біллаха. Про молоді роки мало відомостей. Після смерті батька у 953 році успадкував владу.
У 955 році проти Фатімідів розпочали війну Кордовський халіфат та Візантійська імперія. Під час війни, яка тривала до 958 року війська аль-Муїзза зазнали поразки, особливо значних втрат зазнав флот, що змусило аль-Муїзза укласти мир з ворогами, відмовившись на деякий час від наступу на Ідрісідів (союзників Омеядів з Кордови) та південноіталійські володіння Візантії. Втім зусиллями халіфа флот до 962 року було відновлено.

## Підкорення Марокко
У 958 році аль-Муїзз спрямував на захід військо під командуванням талановитого воєначальника Джаугар ар-Румі ас-Сікіллі. Джаугар, зміцнивши владу Фатімідів у Тахарті й Сіджільмасі, захопив Фес, столицю Ідрисидів, і досяг берегів Атлантичного океану. Останні непокірні берберські вожді були залучені подарунками і роздачею посад, а володарі Феса і Сіджільмаси доставлені в Кайруан в залізній клітці. Водночас було встановлено контроль над деякими районами Калабрії (Південна Італія).

## Завоювання Сицилії
У 962 році фатімідські війська за допомогою флоту здобувають Таорміну — останню значну фортецю візантійців у Сицилії. Візантійська експедиція, відправлена з метою виправити ситуацію в 965 році зазнала нищівної поразки в битві на Раметтських полях і водночас флот аль-Муїзза переміг візантійський флот у Мессінській протоці.

## Завоювання Єгипту
Слідом за цим аль-Муїзз звернувся на схід, де йому протистояла династія Іхшидів, що правила в Єгипті. У 967 році аль-Муїзз розпочав посилену підготовку до нового походу, виділивши на спорядження свого війська 24 млн динарів. Значну допомогу надали йому єгипетські шиїти, в той час вже досить численні. У 969 році 100 тис. фатімідське військо на чолі з Джаугаром рушило на Єгипет. Його підтримував великий флот. Іхшиди були розбиті у битві при Гізі, а 7 липня Джаугар зайняв столицю країни — місто Фустат.

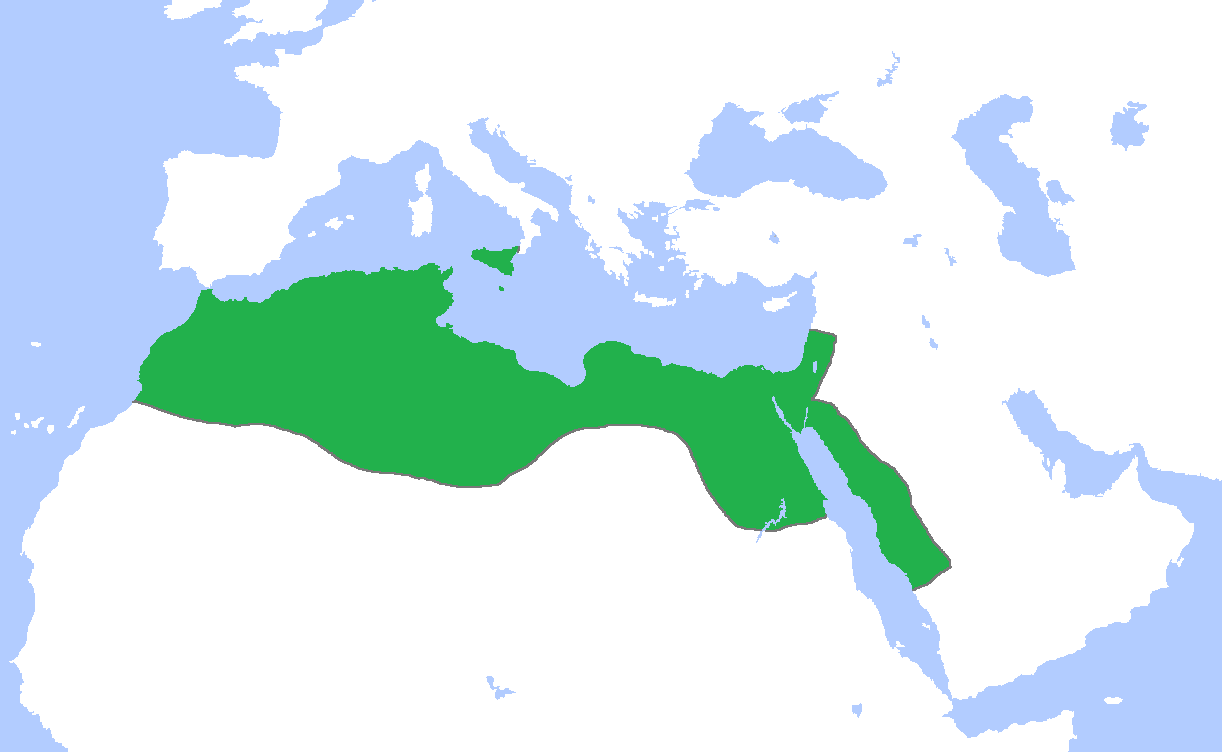
Держава аль-Муїзза

Єгипет увійшов до складу Фатімідського халіфату і незабаром став його основою територією. Щоб здобути прихильність місцевого населення, аль-Муїзз відправив новим підданим багато суден із зерном і змусив купців значно знизити ціни на хліб. Тих торговців, які не підкорилися його указу, на вулиці публічно відшмагали. Ці заходи послабили гостроту голоду, що дошкуляв єгиптянам вже кілька років, і примирив їх із втратою незалежності.
У тому ж році неподалік від Фустата почалося будівництво нової столиці — Каїра (Аль-Кахіра ал-Муїзз — «Переможна столиця халіфа ал-Муїзза»). Він зводився як місто розваг, урочистостей та святкувань. Для них були запроектовані великі площі й іподром, на якому могли одночасно перебувати до 10 тис. вершників. У центрі Каїра швидко було зведено 2 розкішних палаци — Східний і Західний, з'єднані підземним переходом. На південь від Східного палацу розташовувалася велична мечеть Аль-Азхар.

## Завоювання Сирії
У 970 році відправлено флот уздовж Сирії. Халіф встановив тісні стосунки з візантійськими імператорами і навіть намагався звернути Іоанна I Цимісхія в ісмаїлізм, пославши йому власну книгу. Він щорічно отримував у подарунок соколів з Візантії, Ірану, Вірменії.
У 974 році аль-Муїзз рушив на північ. Незабаром було завойовано Південну Сирію з Дамаском. Хамданіди, що володіли Халебом (Алеппо), визнали зверхність аль-Муїзза. Останній багато приділяв уваги релігійному миру в своїй держави, де намагався лагодити з сунітами, християнами-коптами, різними народами. Частина ісмаїлітів намагалася проголосити ідею божественності ал-Муїзза, але халіф цю ідею відкинув.
У 975 році війська аль-Муїзза були вибиті з Дамаска бахрейнськими карматами і тюркським військовиком Хафтагіном. 19 грудня 975 року халіф аль-Муїзз помер. Владу успадкував його син Аль-Азіз Біллах.